# Bousculade du Hajj en 2006
La bousculade du Hajj 2006 est une bousculade qui s'est produite le 12 janvier 2006 à La Mecque, en Arabie saoudite, lors du dernier jour du pèlerinage du Hajj. Il a provoqué la mort d'au moins 362 pèlerins musulmans et en a blessé au moins 289 autres.

## Contexte
Le pèlerinage du Hajj dans la ville sainte de La Mecque est un des cinq piliers de l'islam et réunit environ quatre millions de musulmans chaque année. La gestion de cette foule de croyants est un défi d'organisation pour la ville sainte et de nombreux incidents sont signalés chaque année mais un tel drame ne s'était pas produit depuis une bousculade similaire en 2004.
Une semaine plus tôt, le 5 janvier, 76 personnes périrent dans l'effondrement d'un hôtel dans la ville de La Mecque.

## Déroulement
La bousculade a eu lieu à la Mina, lors du rituel de la lapidation de Satan des stèles en forme d'obélisque représentant symboliquement Satan, lorsque de nombreuses personnes ont voulu faire demi-tour pour récupérer des objets personnels perdus dans la foule. La foule s'est engouffrée sur le Pont Djamarat d'où de nombreuses victimes ont chuté. Le monument à lapider a désormais une forme ovale.

## Bilan
Au 12 janvier 2006, le ministre de la Santé, Hamad ben Abdallah al Maneï, a déclaré à la chaîne de télévision publique que le bilan avait atteint 345 morts et 289 blessés.

## Enquête
Cet événement est un moment charnière dans la discipline de l'analyse des foules (en) qui occupe désormais dans le champ scientifique plus d'importance pour pouvoir les contrôler et les gérer (en), notamment pour des raisons de sécurité. 
Les analyses ont montré que ce pont constituait un goulet d’étranglement conduisant à une augmentation de la densité de la foule. Or à partir de 6 à 7 personnes par mètre carré, l'écoulement de la foule peut devenir turbulent, un phénomène meurtrier. 
Le phénomène est aggravé par le fait que le pont était emprunté dans les deux sens, le flux entrant croisant le flux sortant. 
Après ce drame, l'endroit a été reconstruit pour élargir le goulot d'étranglement et la circulation des pèlerins a été réorganisée en circuit (sans passage bidirectionnel). Ces mesures ont permis de limiter les bousculades, récurrentes sur ce pont, jusqu'à la catastrophe de 2015.